# Vodouš malý
Vodouš malý (Xenus cinereus) je středně velký druh bahňáka z čeledi slukovitých, jediný zástupce rodu Xenus. Vzdáleně se podobá pisíkovi obecnému, od kterého se liší především dlouhým, nahoru zahnutým zobákem. Shora a na hrudi je šedý, s tmavým proužkem na lopatkách a v ohbí křídla. V letu je shora celý šedý až na bílý zadní okraj křídel. Zobák je tmavý, někdy se žlutavým kořenem. Nápadně krátké nohy jsou žluté. Hnízdí v nížinné severské tajze, zimuje v Africe, Asii a Arábii.

## Popis
Vodouš malý je nepatrně větší než pisík obecný, na délku měří 22 až 25 cm. Má typický zakřivený a dlouhý zobák, který je mnohem delší než hlava a je podobný, jako zobáky u některých druhů vodních ptáků. Většina těla těchto vodoušů je šedivá až hnědá, dolní partie bývají bílé. Nohy žluté, samotný zobák má tmavou barvu. Při letu je výrazný světlý kostřec a bílé proužky na konci loketní části křídla.

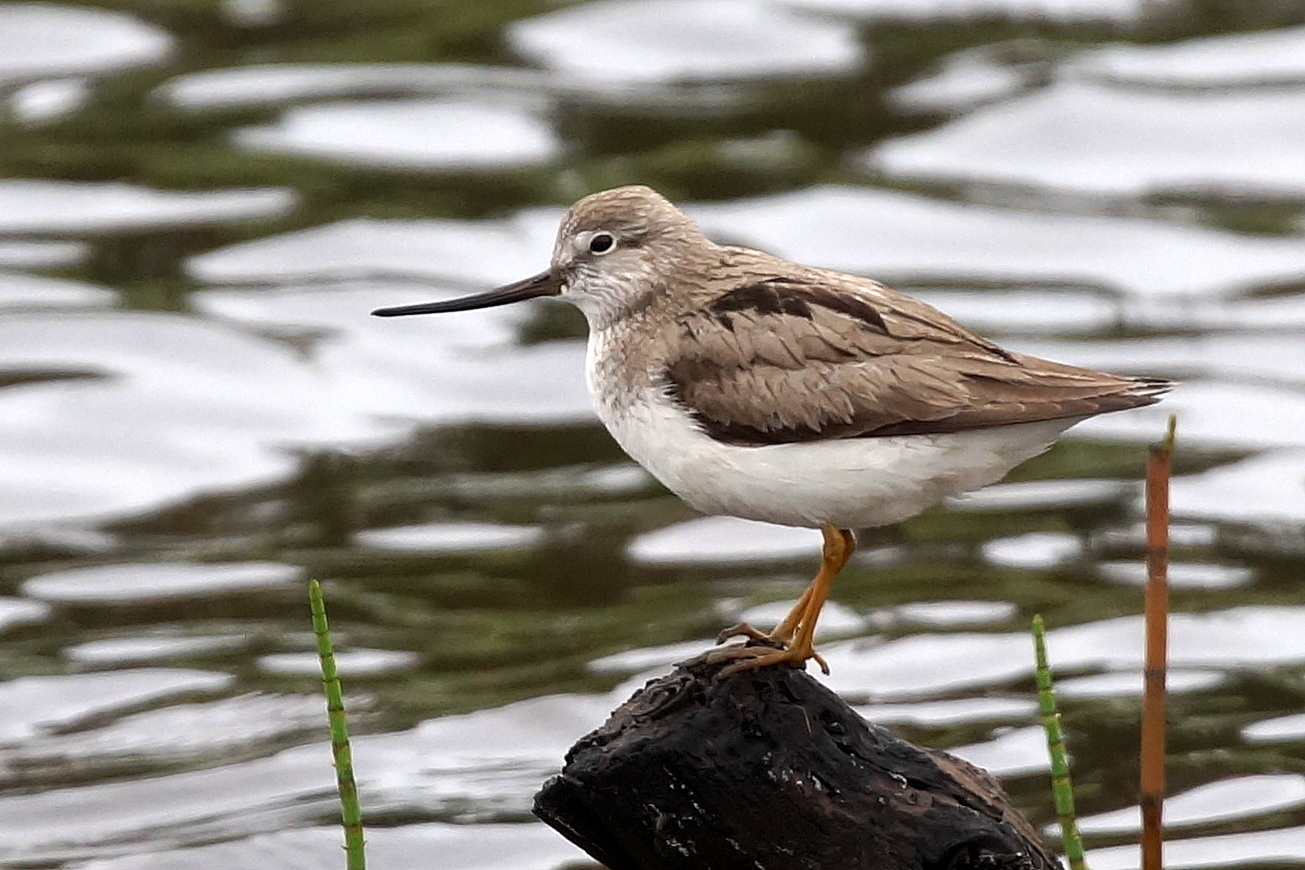
Jedinec ze západního Laponska

## Výskyt v Česku
Vzácně zalétl do České republiky, kde byl dosud zjištěn jedenáctkrát, vesměs ve východní polovině území:
- červen 1962, Náměšť nad Oslavou
- květen 1979, Smiřice (okres Hradec Králové)
- září 1981, Bartošovice (okres Nový Jičín)
- červen 1983, vodní nádrž Rozkoš
- červenec 1989, Velký Vajgar
- srpen 1998, Ostrava-Heřmanice
- červen 2001, Záhlinice
- květen 2006, Šumvald
- květen 2008, vodní nádrž Rozkoš
- červenec 2008, vodní nádrž Želivka
- květen 2011, vodní nádrž Rozkoš

## Ekologie
Vodouši malí vyhledávají vodní plochy. V zimě migrují na jih do tropických oblastí ve východní Africe, avšak většinu roku tráví s subpolárních oblastech Finska nebo obecně severní Evropy. Ve většině západní Evropy se jedná o vzácného tuláka, který se sem zatoulá jen ve výjimečných případech na podzim. Vodouši jsou hmyzožraví ptáci a většinu kořisti si uloví za letu. Většinu jejich jídelníčku tvoří vodního hmyz, jeho larvy a drobní korýši. Hnízdí jednotlivě na mokrých loukách nebo bahnitých březích, hnízdo si staví na zemi. Do něj samička naklade tři až čtyři kropenatá vejce. Ta inkubuje pouze samička.